# كاني خوارة (أختاتشي)
کاني خوارة (بالفارسية: کانی‌خواره) هي قرية تقع في إيران في قسم أختاتشي الريفي.